# Trillo (kommunhuvudort)
Trillo är en kommunhuvudort i Spanien.   Den ligger i provinsen Provincia de Guadalajara och regionen Kastilien-La Mancha, i den centrala delen av landet, 100 km öster om huvudstaden Madrid. Trillo ligger 730 meter över havet och antalet invånare är 1 353.
Terrängen runt Trillo är kuperad åt sydost, men åt nordväst är den platt. Trillo ligger nere i en dal. Runt Trillo är det glesbefolkat, med 8 invånare per kvadratkilometer. Närmaste större samhälle är Cifuentes, 9,8 km norr om Trillo. 